# Prespa (Croatie)
Pour l’article homonyme, voir Prespa.
Prespa est un village croate de la municipalité de Bjelovar située dans le comitat de Bjelovar-Bilogora. Il est relié à l'autoroute D28.